# Братко Крефт
Братко Крефт (словен. Bratko Kreft; *11 лютого 1905, Марибор — †17 липня 1996, Любляна) — словенський письменник, літературознавець, член Словенської академії наук і мистецтв, почесний доктор Київського університету.

## Біографія
Вивчав славістику у Віденському і Люблянському університетах.
1957—1960 був професором російської літератури Люблянського університету.
В автобіографічному романі «Людина серед черепів» (1929) показав вплив революційних подій 1917 року на словенську молодь. В історичних драмах «Цельські графи» (1955), «Людці» (1948), «Великий бунт» (1946), «Крайнські комедіанти» (1946) на широкому соціальному тлі Братко Крефт зображує зростання патріотичних почуттів словенського народу на різних історичних етапах. Драма «Балада про поручика і Марютку» (1960) створена за мотивами оповідання «Сорок перший» Б. Лавреньова.
Популяризує українську літературу в Словенії. Опублікував статтю «Тарас Шевченко» у словенському тижневику «Naši razgledì» («Наші огляди», 1961, 25 березня); варіант статті надруковано белградським тижневик «Književne novine» («Літературна газета», 1961, 17 квітня).
Перебуваючи у Києві, Братко Крафт опублікував статтю «За дружбу!» («Літературна газета», 1958, 17 жовтня), де писав про популярність українського поета в Словенії, про словенсько-українські літературні взаємини. Його стаття «Тургенєв і Марко Вовчок» опублікована у збірці «Наука і культура. Україна». (К., 1984).